# Урошевац (община)
Урошевац (серб. Урошевац) — община в Косове со спорной административной принадлежностью.
Точных данных о населении общины нет. Занимаемая площадь — 344 км².

## Административная принадлежность
| Сербская позиция                                           | Албанская позиция                            |
| ---------------------------------------------------------- | -------------------------------------------- |
| входит в Косовский округ автономного края Косово и Метохия | входит в Урошевацкий округ Республики Косово |

Административный центр общины — город Урошевац. Община Урошевац состоит из 46 населённых пунктов, средняя площадь населённого пункта — 7,5 км².